# Oryzomys couesi
Oryzomys couesi, también conocido como rata arrocera de Coues, es una especie de roedor semiacuático de la familia Cricetidae que se distribuye por el extremo sur de Texas, México, América Central, y el noroeste de Colombia. Se encuentra generalmente en hábitats húmedos, como pantanos, pero también habita en bosques más secos y matorrales. Con un peso entre 43 y 82 g O. couesi es una rata de tamaño mediano a grande. El pelaje es grueso y tiene un color amarillo-marrón hasta rojizo en la parte superior y blanco a amarillo-marrón en la parte inferior. Las patas traseras muestran algunas adaptaciones a la vida acuática, como la reducción de mechones de pelo ungueal alrededor de los dedos. Cuenta con 56 cromosomas. Existe mucha variación geográfica en el tamaño, las proporciones, el color, y las características del cráneo. Oryzomys couesi es un roedor nocturno que construye nidos de material vegetal que suspende entre las cañas aproximadamente a un metro del suelo. Es un excelente nadador y un buen zambullidor, pero también puede escalar en la vegetación. Es omnívoro y se alimenta tanto de materia vegetal como animal, incluyendo semillas e insectos. Se reproduce durante todo el año; las hembras paren unas cuatro crías después de un periodo de gestación de 21 a 28 días. La especie puede ser infectada por diferentes parásitos y por dos especies de hantavirus.
Fue descrita por primera vez en 1877, como la primera de muchas especies relacionadas que fueron descritas en la región hasta la década de 1910. En 1918, Edward Alphonso Goldman consolidó la mayoría de estas descripciones en la especie individual Oryzomys couesi, y en 1960 Raymond Hall unió este taxón con su pariente estadounidense, la rata arrocera de pantano (O. palustris), en una sola especie de amplia distribución; posteriormente, muchas especies localizadas relacionadas, retenidos por Goldman también se incluyeron en este taxón. Tras la publicación en 1979 de estudios de la zona de contacto de O. couesi y O. palustris en Texas, en los cuales se destacaron las diferencias entre ambas especies, fueron nuevamente consideradas como especies distintas. Desde entonces, algunas de las formas periféricas del grupo, tales como Oryzomys antillarum de Jamaica y Oryzomys peninsulae de  la península de Baja California, han sido restablecidas como especies distintas. Sin embargo, O. couesi tal como está constituido actualmente, es probablemente un compuesto de varias especies; un estudio de 2010, basado en datos de secuencias de ADN, descubrió evidencias que permiten reconocer especies distintas en la zona del Pacífico y partes del este del área de distribución de O. couesi así como dos especies adicionales en Panamá y Costa Rica. Por lo general, Oryzomys couesi es una especie común —e incluso es considerado como una plaga en algunos lugares— y no existe preocupación de conservación general, aunque algunas poblaciones están amenazadas.

## Taxonomía
Oryzomys couesi, junto con por lo menos seis especies con distribuciones limitadas y periféricas, forman el grupo O. couesi dentro del género Oryzomys. La octava especie del género, la rata arrocera de pantano (O. palustris) es el único miembro de su propio grupo —a menos que las poblaciones occidentales sean clasificadas como una especie distinta, O. texensis—. Anteriormente, Oryzomys incluía muchas otras especies, las cuales fueron reclasificadas en diversos estudios que culminaron en las contribuciones de Marcelo Weksler y sus colegas en 2006 que eliminaron más de cuarenta especies del género. Todas fueron colocadas en la tribu Oryzomyini («ratas arroceras»), un conjunto diverso de más de un centenar de especies, y en niveles taxonómicos mayores en la subfamilia Sigmodontinae de la familia Cricetidae, junto con cientos de otras especies, principalmente roedores pequeños.

### Historia
Edward Alston describió Oryzomys couesi por primera vez en 1877, utilizando tres muestras procedentes de México y Guatemala. Nombró el animal Hesperomys couesi, colocándolo en el ya desaparecido género Hesperomys, y observó similitudes con la rata arrocera de pantano —entonces llamada Hesperomys palustris— y dos especies ahora colocadas en Tylomys. El nombre específico, couesi, honra el naturalista estadounidense Elliott Coues, que realizó mucho trabajo sobre los roedores de Norteamérica. En 1893, Oldfield Thomas escribió que la especie –para entonces colocada en el género Oryzomys como Oryzomys couesi– había causada mucha confusión sobre su identidad, porque las tres muestras —una de Cobán, Guatemala y dos de México— utilizadas por Alston, de hecho pertenecían a dos o tres especies diferentes. Restringió el nombre couesi al animal de Guatemala, e introdujo el nuevo nombre Oryzomys fulgens para uno de los animales mexicanos. Varias otras especies relacionadas fueron descritas desde la década de 1890 en adelante y en 1901 Clinton Hart Merriam unió muchas de ellas en un grupo de especies, palustris-mexicanus, que también incluyó a la rata arrocera de pantano.
Edward Alphonso Goldman revisó el género Oryzomys norteamericano en 1918 y consolidó muchas formas en una sola especie, Oryzomys couesi, con diez subespecies distribuidas desde el sur de Texas y el oeste de México hasta el sur de Costa Rica. La colocó en el grupo Oryzomys palustris junto con la rata arrocera de pantano y varias otras especies con distribuciones más limitadas, que consideró relacionadas con O. couesi pero lo suficientemente diferentes para ser clasificadas como especies distintas. En la década de 1930 se describieron algunas formas adicionales relacionadas con O. couesi. Como entonces clasificados, los rangos de la rata arrocera de pantano, una especie de Estados Unidos, y Oryzomys couesi se superponían en el sur de Texas. En 1960, Raymond Hall revisó muestras de esta zona de contacto y no encontró fundamentos para separar las dos especies; por lo tanto, redujo O. couesi a una subespecie de la rata arrocera de pantano. Otros investigadores continuaron esta reducción y para 1971 todas las demás especies que Goldman había colocado en el grupo O. palustris fueron clasificadas bajo la rata arrocera de pantano, junto con Oryzomys azuerensis de Panamá, descrita como especie en 1937.

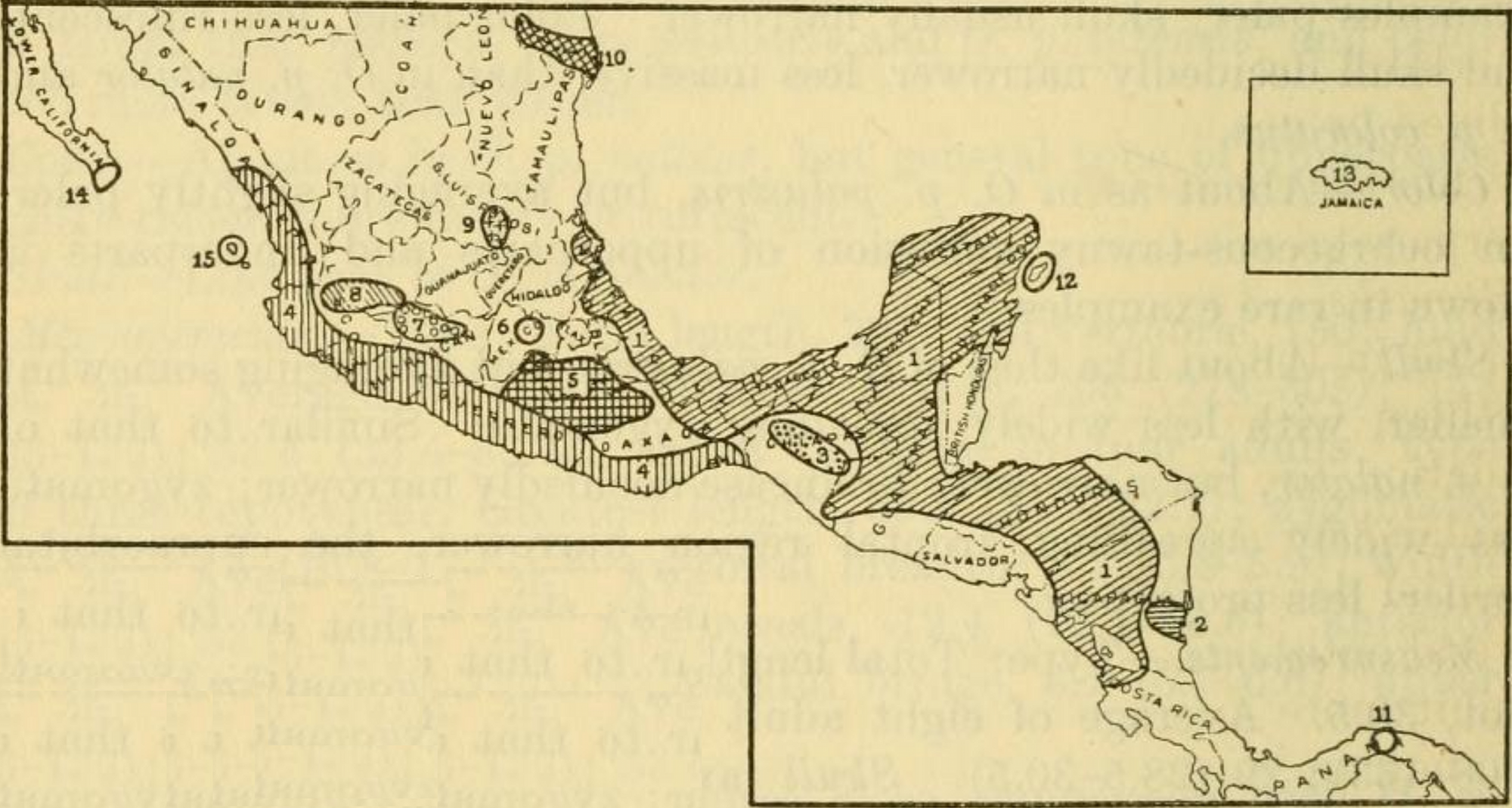
Distribución de Oryzomys couesi y especies emparentadas según Goldman (1918): 1, Oryzomys couesi couesi; 2, O. c. richmondi; 3, O. c. zygomaticus; 4, O. c. mexicanus; 5, O. c. aztecus; 6, O. c. crinitus; 7, O. c. regillus; 8, O. c. albiventer; 9, O. c. peragrus; 10, O. c. aquaticus; 11, O. gatunensis; 12, O. cozumelae; 13, O. antillarum; 14, O. peninsulae; 15, O. nelsoni.

Estudios adicionales de la zona de contacto palustris-couesi en Texas, publicados en 1979, en los cuales se utilizaron más muestras y características, indicaron que las dos especies son, de hecho, fácilmente distinguibles; por lo tanto, desde entonces se considera a O. couesi como una especie distinta de la rata arrocera de pantano. Posteriormente, algunas de las otras formas sinónimas bajo O. couesi u O. palustris fueron resucitadas como especies distintas:  Oryzomys nelsoni de Islas Marías, México occidental, y Oryzomys antillarum de Jamaica. En 2009, Michael Carleton y Joaquín Arroyo-Cabrales revisaron los Oryzomys del occidente de México, reafirmaron la distinción de O. nelsoni, y restablecieron como especies a O. peninsulae de la punta de la Península de Baja California y O. albiventer del interior de México. Aun así, O. couesi incluyó 22 sinónimos, y Carleton y Arroyo-Cabrales escribieron que investigaciones adicionales de O. couesi y especies relacionadas resultaría indudablemente en el reconocimiento de especies adicionales.
Un estudio de 2010 realizado por Delton Hanson y sus colegas utilizó datos de secuencia de ADN del gen mitocondrial citocromo b (Cytb) y dos marcadores nucleares, exón 1 del gen de la proteína portadora retinoide vinculante (Rbp3) y intrón 2 del gen 1 de alcohol deshidrogenasa (Adh1-I2), para estudiar las relaciones entre las poblaciones de la rata arrocera de pantano y O. couesi. Los datos Cytb colocaron todas las muestras estudiadas de O. couesi en un clado hermano de la rata arrocera de pantano; el promedio de la distancia genética entre los dos grupos fue de 11,30%, mucho más grande que la distancia entre especies hermanas en los géneros relacionados Melanomys y  Nectomys (7,48% y 7,52%, respectivamente). Dentro del clado de O. couesi, dos poblaciones de Panamá y Costa Rica fueron sucesivamente basales para los demás especímenes, que cayeron en dos grandes subclados: uno con animales de la costa del Pacífico, desde el oeste de México hasta El Salvador, y el otro contiene ratas que se distribuyen desde la costa este de Texas hasta Nicaragua. Las poblaciones de Panamá y Costa Rica diferían en un 6,53% a 11,93% de las demás poblaciones, y los subclados del occidente y oriente diferían en promedio 4,41%. Los datos de los dos marcadores nucleares con una evolución más lenta, Rbp3 y Adh1-I2, también colocaron los ejemplos de Oryzomys en dos clados principales, pero no recuperaron los grupos occidentales y orientales de O. couesi como clados distintos. Además, Adh1-I2 colocó la población costarricense dentro del clado de ratas arroceras de pantano, y posicionó algunas muestras occidentales de O. couesi más cercanas a la rata arrocera de pantano que al grupo O. couesi. El conjunto de datos respaldó el posicionamiento del clado occidental y oriental dentro de O. couesi, y colocó la población costarricense marginalmente más cercana a la rata arrocera de pantano que a O. couesi. Utilizando el concepto de especie genética, los autores sugirieron que los cuatro grupos que encontraron dentro de O. couesi deberían de ser reconocidos como especies distintas. Si se adopta esta sugerencia, el subclado oriental conservaría el nombre de Oryzomys couesi, el grupo occidental se llamaría Oryzomys mexicanus, y los nombres de las especies de Panamá y Costa Rica siguen sin aclararse.

### Del occidente de México a El Salvador
| - Oryzomys bulleri J.A. Allen, 1897 - Oryzomys couesi lambi Burt, 1934 - Oryzomys mexicanus J.A. Allen, 1897 - Oryzomys rufus Merriam, 1901 - Oryzomys zygomaticus Merriam, 1901 |

Las poblaciones de Oryzomys couesi que se distribuyen desde Jalisco en México occidental hacia el este hasta El Salvador, forman un único clado Cytb que fue propuesto para reconocimiento como la especie Oryzomys mexicanus por Hanson y sus colegas. En el sentido estricto estos animales difieren en un 4,4% de Oryzomys couesi, que se distribuye en el norte y el este, y están separadas de Oryzomys couesi por cordilleras; también albergan diferentes especies de hantavirus, y de acuerdo con Merriam (1901) tienen cráneos más robustos, con dientes molares más grandes, arco cigomático (pómulos) más fuertes, y crestas mejor desarrolladas a lo largo de los márgenes de la región interorbital del cráneo (entre los ojos). Dentro del clado «Oryzomys mexicanus», el promedio de las diferencias en la secuencia Cytb es 2,06%, y los grupos occidentales (de Jalisco a Oaxaca) y orientales (Chiapas y El Salvador) forman subclados distintos; Hanson y sus colegas reconocieron estos como diferentes subespecies, mexicanus en el occidente y zygomaticus en el oriente.
Según la definición de 2009 de Carleton y Arroyo-Cabrales, la subespecie Oryzomys couesi mexicanus se distribuye a lo largo de la costa del Pacífico, desde el centro de Sonora hasta el sureste de Oaxaca, y en el interior a lo largo de los ríos en el centro de Michoacán, en el sur de Morelos, el sur de Puebla, y el noroeste de Oaxaca. Por lo general vive por debajo de 1000 m s. n. m., pero en Jalisco se registró hasta una altitud de 1525 m s. n. m. Este patrón de distribución es similar a la de otros roedores del occidente de México, tales como Sigmodon mascotensis, Hodomys alleni, Peromyscus perfulvus, y Osgoodomys banderanus, y ha sido reconocido como una zona biogeográfica distinta en algunos publicaciones. O. c. mexicanus se produce cerca de otras tres especies de Oryzomys —O. albiventer, O. peninsulae, y O. nelsoni— que son más grandes y que difieren en algunas de las proporciones y en los detalles de la coloración.
Joel Asaph Allen describió Oryzomys mexicanus por primera vez como especie en 1897 a partir de muestras de Jalisco. En la misma publicación describió también a Oryzomys bulleri del estado cercano de Nayarit, pero no comparó las dos especies. Merriam añadió una segunda especie de Nayarit en 1901, Oryzomys rufus, señalando que era más pequeña y más rojiza que mexicanus. Goldman sinonimizó las tres como O. couesi mexicanus en 1918 y en 2009 Carleton y Arroyo-Cabrales concurrieron, argumentando que las diferencias entre rufus y mexicanus estaban relacionados con la edad y correspondieron con la variación normal del animal. Otra subespecie, Oryzomys couesi lambi, de Sonora en el centro costera del país fue descrita por Burt en 1934, lo que amplió el rango de la especie con 640 km en la época. Esta forma es de color gris-marrón oscuro, mucho más oscuro que mexicanus, y tiene una cola más corta y yugales menos fuertes. Carleton y Arroyo-Cabrales escribieron que es semejante a mexicanus, pero que se necesita más investigación para determinar si se debe reconocerla como una subespecie. Muestras grandes de O. couesi del norte de Sinaloa también pueden pertenecer a esta forma. Goldman escribió que mexicanus era muy similar a la subespecie nominal couesi, pero por lo general con un pelaje más pálido; las partes superiores son más amarillentas que en couesi y las partes inferiores son generalmente de color blanco, pero pueden ser amarillentas, el color normal en couesi.
Oryzomys zygomaticus fue descrita por primera vez como una especie distinta por Merriam en 1901 siendo similar a mexicanus, pero con los arcos cigomáticos curvados hacia abajo y expandiéndose ampliamente. Goldman, quien la redujo a una subespecie de couesi, la registró desde el suroeste de Guatemala hasta Chiapas y la describió como ligeramente más pálida que O. c. couesi pero más oscuro que O. c. mexicanus. Tres muestras del centro de El Salvador tienen Cytb similares a las de zygomaticus, pero en The Mammals of El Salvador (1961), Burt y Stirton solo registraron las subespecies de couesi en este país, señalando que las muestras de algunas localidades eran ligeramente más pálidas que las de otras.

### Interior de México
| - Oryzomys crinitus aztecus Merriam, 1901 - Oryzomys crinitus Merriam, 1901 - Oryzomys fulgens Thomas, 1893 - Oryzomys couesi regillus Goldman, 1915 |

Goldman agrupó a cuatro subespecies de couesi de las mesetas del centro de México:  albiventer, crinitus, aztecus, y regillus. Tres de ellas (albiventer de Jalisco, crinitus del Distrito Federal, y aztecus de Morelos) fueron descritas por Merriam en 1901, y el propio Goldman había descrito a Regilo de Michoacán en 1915. Según la descripción de Goldman, aztecus es pálido y con dientes largas, crinitus es grande, oscuro y con dientes largas, regillus es grande y oscuro, y albiventer es grande y relativamente pálido.
En su análisis de 2009 de los Oryzomys del oeste de México, Carleton y Arroyo-Cabrales clasifican a Oryzomys albiventer como una especie distinta de mexicanus de las tierras bajas, basándose en una diferenciación morfométrica clara y en sus análisis morfométricos ofrecieron algunos comentarios sobre el estado de crinitus, regillus y aztecus, incluyendo los holotipos de las tres formas. Los holotipos de regillus y aztecus se encontraron en el extremo superior de la gama de variación en su larga serie de mexicanus de las tierras bajas occidentales, y crinitus fue agrupado con ejemplares de O. peninsulae de la punta de la península de Baja California. Sugirieron que regillus y aztecus podrían representar poblaciones robustas de mexicanus de las tierras altas, pero no pudieron excluir la posibilidad de que representen una especie diferente. No aceptaron que crinitus, que ocurre a una altitud de más de 2000 m s. n. m. en el Valle de México, fuera la misma especie que peninsulae de las tierras bajas de la península de Baja California, y recomendaron investigaciones adicionales para determinar las relaciones de parentesco de crinitus. Una muestra del interior de Michoacán tiene las características de datos Cytb de mexicanus, pero Hanson y sus colegas no tenían datos sobre otros Oryzomys del interior de México.
El holotipo de la especie Oryzomys fulgens, descrita por Thomas en 1893, no tiene una localidad más precisa que «México», aunque se sugirió el valle de México como su origen. Es una especie grande, de pelaje grueso con un color rojizo brillante, una cola larga, y un cráneo ancho con arcos cigomáticos que expanden ampliamente. Goldman escribió que era semejante a crinitus, pero más intensamente coloreado, y que se diferenció por la forma de la región interorbitario; La mantuvo como una especie distinta en espera de nuevas investigaciones. Carleton y Arroyo-Cabrales señalaron la posibilidad de que se descubre el origen preciso de O. fulgens por medio de la investigación de archivos, que podría establecerla como un nombre más antiguo que las otras Oryzomys del centro de México.

### De Texas a Nicaragua
| - Oryzomys jalapae apatelius Eliot, 1904 - Oryzomys aquaticus J.A. Allen, 1891 - Hesperomys couesi Alston, 1877 - Oryzomys cozumelae Merriam, 1901 - Oryzomys goldmani Merriam, 1901 - Oryzomys jalapae J.A. Allen & Chapman, 1897 - Oryzomys mexicanus peragrus Merriam, 1901 - Oryzomys couesi pinicola Murie, 1932 - Oryzomys richardsoni J.A. Allen, 1910 - Oryzomys richmondi Merriam, 1901 - Oryzomys jalapae rufinus Merriam, 1901 - Oryzomys teapensis Merriam, 1901 |

Las poblaciones de Oryzomys de Texas a Nicaragua forman un único clado Cytb, dentro del cual la divergencia de secuencia promedio es de 1,28%, y Hanson y sus colegas propusieron que el nombre Oryzomys couesi sea limitado a este clado. Estas poblaciones corresponden a dos subespecies reconocidas por Goldman (O. c. aquaticus y O. c. couesi) y una forma isleña que consideró provisionalmente como una especie (O. cozumelae). Otros dos subespecies reconocidas por Goldman, O. c. richmondi y O. c. peragrus, y una tercera, O. c. pinicola, que se describió después del artículo de Goldman, coinciden en la misma región, pero no han sido estudiados genéticamente.
Las poblaciones más septentrionales de Oryzomys couesi –las del extremo sur de Texas y Tamaulipas, México– fueron clasificadas como la subespecie aquaticus que fue descrita como una especie distinta, Oryzomys aquaticus, en 1891. En esta región el rango de O. couesi coincide con el de la rata arrocera de pantano; en partes de los condados Kenedy, Willacy y Cameron, Texas, y en el extremo nororiente de Tamaulipas, las dos son simpátricas (se producen en los mismos lugares). En la zona de contacto, couesi ocurre más hacia el interior, mientras que la rata arrocera de pantano habita a lo largo de la costa. En condiciones experimentales, las dos especies no consiguieron hibridar y el análisis genético no produjo evidencia de flujo genético o hibridación en la naturaleza. En comparación con las poblaciones más hacia el sur, aquaticus es más grande y más pálido y tiene un cráneo más robusto. Las muestras de Tamaulipas son ligeramente más oscuras que las de Texas. Las secuencias Cytb de las muestras de aquaticus forman un grupo distinto, pero se agrupan alrededor de muestras de O. c. couesi provenientes de más al sur.
La forma peragrus se conoce del sur de México en la cuenca del Río Verde en San Luis Potosí, el estado de Hidalgo, y el extremo norte de Veracruz. Fósiles del Pleistoceno tardío de esta forma se hallaron en Cueva de Abre, Tamaulipas. Según Goldman, tiene un color intermedio entre O. c. aquaticus y O. c. couesi, pero tiene un cráneo semejante a aquaticus.
Goldman unió a las poblaciones desde el norte de Veracruz, hacia el este de México, Guatemala, Honduras y Nicaragua hasta el extremo noroeste de Costa Rica, en la subespecie nominal Oryzomys couesi couesi. Identificó seis nombres como sinónimos completos de esta forma, cuya localidad tipo era Guatemala: Oryzomys jalapae Allen & Chapman, 1897 de Veracruz; Oryzomys jalapae rufinus Merriam, 1901, de Veracruz; Oryzomys teapensis Merriam, 1901, de Tabasco; Oryzomys goldmani Merriam, 1901, de Veracruz; Oryzomys jalapae apatelius Eliot, 1904, de Veracruz; y Oryzomys richardsoni Allen, 1910, de Nicaragua. Según Goldman, aunque existe una gran variación individual entre las subespecies, lo que resultó en la publicación de un gran número de sinónimos, las poblaciones a lo largo de su área de distribución son esencialmente semejantes.
La subespecie Oryzomys couesi pinicola fue descrita en 1932 a partir de una muestra proveniente de una cresta de pino en el occidente de Honduras Británica (ahora Belice); es más pequeño y más oscuro que el couesi nominal, que también ocurre en Belice, y tiene un cráneo más delicado. En 1901, Merriam describió el Oryzomys de la isla de Cozumel como una especie distinta, Oryzomys cozumelae, y Goldman lo mantuvo como tal debido a su gran tamaño, su pelaje oscuro, y cola larga. Sin embargo en 1965, Knox Jones y Timothy Lawlor juzgaron que las diferencias entre cozumelae y el couesi continental eran triviales y llegaron a la conclusión que cozumelae estaba dentro del rango de variación de las poblaciones del Oryzomys continental; en consecuencia, degradaron la forma isleña a una subespecie. Marcos Engstrom y colegas, escribiendo en 1989, reafirmaron esta conclusión. Para una forma isleña, esta población es genéticamente muy variable. Por sus datos de secuencia Cytb, cae dentro de las poblaciones de couesi nominal. Oryzomys couesi también fue registrado en las islas Turneffe frente a la costa de Belice y Roatán frente a Honduras.
El Oryzomys de las tierras bajas del este de Nicaragua fue descrito por Merriam en 1901 como una especie distinta, Oryzomys richmondi, y Goldman la retuvo como una subespecie de O. couesi sobre la base de su piel netamente oscura. En su revisión de Oryzomys de Nicaragua en 1986, Jones y Engstrom no guardaron richmondi como distinto, porque juzgaron la diferencia de color demasiado pequeña para un reconocimiento como subespecie. Oryzomys dimidiatus, un pequeño Oryzomys y oscuro con partes inferiores grises, ocurre con O. couesi en el sureste de Nicaragua. Según Jones y Engstrom, la ratas arroceras de la isla de Ometepe en el lago Nicaragua se distinguen por su cráneo grande y sus pequeñas mediciones externas, con una cola particularmente corta, piel suave de color naranja-marrón en la parte superior y amarillento en la parte inferior, y por la ausencia de vacuidades esfenopalatinas (aberturas en el techo de la mesopterygoid fossa, el espacio detrás del final del paladar óseo). Consideraron que esta población probablemente representaba una subespecie distinta, pero se negaron a proponer un nuevo nombre porque tenían únicamente una muestra adulta. En Nicaragua, O. couesi se produce hasta una altitud de 1250 m s. n. m.

### Costa Rica, Panamá y Colombia
| - Oryzomys azuerensis Bole, 1937 - Oryzomys gatunensis Goldman, 1912 |

Los Oryzomys de Costa Rica se conocieron históricamente como O. c. Couesi, pero Hanson y sus colegas descubrieron que dos muestras del Refugio Nacional de Vida Silvestre Mixto Maquenque en el noreste de Costa Rica se diferenciaban tanto de otros O. couesi (una divergencia de secuencia Cytb de 11,93%) como O. couesi difiere de la rata arrocera de pantano (11,30%). Sugirieron que estos animales representaban una especie distinta de O. couesi, pero no lograron resolver el nombre correcto de la especie porque no pudieron examinar muestras de dimidiatus o richmondi.
Los Oryzomys son poco comunes en Panamá. Los Oryzomys panameños fueron descritos por primera vez por Goldman en 1912, quien introdujo el nombre Oryzomys gatunensis para una muestra de Gatún en la Zona del Canal. En 1918, Goldman mantuvo al animal como una especie distinta, comentando que era similar a richmondi, pero distintivo en las crestas bien desarrolladas a lo largo de los márgenes de la región interorbital, el corto hueso interparietal (parte del techo de la caja craneana), y los largos huesos nasales. En 1937, Bole describió a otra especie de Oryzomys panameña, Oryzomys azuerensis de Paracoté, provincia de Veraguas. Es una forma de color marrón, que carece de los tonos rojizos de las poblaciones cercanas, y tiene un cráneo ancho con un rostrum (parte frontal) corto y crestas en la región interorbital similar a las de gatunensis. Aunque Goldman le recomendó de tratar gatunensis y azuerensis como subespecies de couesi, Bole describió azuerensis como una especie, ya que no parecía ser una forma intermedia entre las formas geográficamente más cercanas, gatunensis y couesi, y estaba separada por una gran distancia de las poblaciones más cercanas conocidas de O. couesi en el noroeste de Costa Rica y el sureste de Nicaragua. En una revisión de 1966 de los mamíferos panameños, Charles Handley redujo gatunensis y azuerensis a subespecies de la rata arrocera de pantano (en el que se incluyó O. couesi en aquel momento), y cuando O. couesi fue restablecido como una especie distinta, estas formas fueron incorparadas con ella. Las muestras halladas cerca de la localidad tipo de azuerensis difieren aproximadamente 7% en sus secuencias Cytb de otros O. couesi, lo que sugiere que puedan representar una especie distinta. Sin embargo, Hanson y sus colegas no restableceron azuerensis como especie, porque no pudieron examinar muestras de gatunensis.
El primer informe sobre un Oryzomys couesi en Colombia data de 1987, cuando Philip Hershkovitz informó que ocurrió en Montería, Departamento de Córdoba, en el noroeste de Colombia. La muestra colombiana tiene un color ocráceo y, según Hershkovitz, es casi idéntica a muestras de Guatemala, pero distintivo por el color blanco de su labio superior. Sugirió que O. couesi también pudiera habitar en las tierras bajas del Pacífico de la región del Chocó en el oeste de Colombia.

### Nombres comunes
Se han propuesto varias nombres comunes para Oryzomys couesi y los sinónimos actualmente asociados con esta especie. Eliot en 1905 y Goldman en 1918, dieron nombres comunes distintos para cada una de las especies y subespecies que reconocieron. Muchos autores utilizaron «Coues' Rice Rat» (rata arrocera de Coues) o algún variante del mismo para O. couesi, aunque «Coues' Oryzomys» (Oryzimys de Coues) también fue utilizado.

## Descripción
| Población | n                                     | Longitud total                        | Cola                                  | Retropié                              |
| Del occidente de México a El Salvador | Del occidente de México a El Salvador | Del occidente de México a El Salvador | Del occidente de México a El Salvador | Del occidente de México a El Salvador |
| --- | ------------------------------------- | ------------------------------------- | ------------------------------------- | ------------------------------------- |
| San José de Guaymas, Sonora (lambi) | 4                                     | 227                                   | 113                                   | 29                                    |
| Escuinapa, Sinaloa (mexicanus) | 10                                    | 251,4 (239–273)                       | 137,4 (127–165)                       | 28,9 (27–35)                          |
| Jalisco (mexicanus) | 58                                    | 245,7 (195–301)                       | 132,3 (102–160)                       | 30,2 (26–34)                          |
| Nayarit (mexicanus) | 62                                    | 244,8 (210–288)                       | 125,1 (105–150)                       | 30,5 (27–33)                          |
| Nenton, Guatemala (zygomaticus) | 1                                     | 290                                   | 152                                   | 33                                    |
| El Salvador | 87                                    | 190–304                               | 109–194                               | 25–33                                 |
| Interior de México |                                       |                                       |                                       |                                       |
| Morelos (aztecus) | 3                                     | 307 (297–318)                         | 161 (154–170)                         | 34 (33–35)                            |
| México D.F. (crinitus) | 2                                     | 307, 280                              | 161, 148                              | 37, 35                                |
| Michoacán (regillus) | 3                                     | 308 (285–320)                         | 168 (155–180)                         | 35 (34–36)                            |
| Desconocido (fulgens) | 1                                     | 311                                   | 151                                   | 37,5                                  |
| De Texas a Nicaragua |                                       |                                       |                                       |                                       |
| Brownsville, Texas (aquaticus) | 5                                     | 297 (283–310)                         | 161 (138–180)                         | 34,5 (32–38)                          |
| Río Verde, San Luis Potosí (peragrus) | 3                                     | 281 (265–294)                         | 157 (143–167)                         | 34 (33–35)                            |
| Orizaba, Veracruz (couesi) | 7                                     | 263 (248–294)                         | 148 (139–174)                         | 33,1 (32–34,5)                        |
| Tumbala, Chiapas (couesi) | 4                                     | 252 (242–265)                         | 130 (127–135)                         | 30,7 (30–31)                          |
| El Cayo, Belice (pinicola) | 18                                    | 108 (96–128)                          | 122 (107–146)                         | 27 (24,6–29)                          |
| Cozumel (cozumelae) | 6                                     | 306 (285–327)                         | 172 (163–177)                         | 34,3 (33–35,5)                        |
| Yaruca, Honduras (couesi) | 10                                    | 267,5 (255–280)                       | 138 (130–145)                         | 29,1 (28–32)                          |
| San Antonio, Nicaragua (couesi) | 25                                    | 264,9 (242–292)                       | 135,6 (127–150)                       | 28,8 (27–31)                          |
| Sureste de Nicaragua (richmondi) | 10                                    | 275,8 (255–295)                       | 137 (124–151)                         | 30,9 (29–33,5)                        |
| Isla de Omotepe, Nicaragua | 1                                     | 260                                   | 121                                   | 30                                    |
| Costa Rica, Panamá, y Colombia |                                       |                                       |                                       |                                       |
| Azuero, Panamá (azuerensis) | 1                                     | 203                                   | 107,5                                 | 30                                    |
| Gatún, Panamá (gatunensis) | 1                                     | 224                                   | 115                                   | 31,5                                  |
| Las medidas están en milímetros y se presentan en la forma «promedio (mínimo-máximo)», salvo cuando solo se midieron uno o dos muestras. |                                       |                                       |                                       |                                       |

Oryzomys couesi es una rata de tamaño mediano a grande con un pelaje grueso de color amarillento a rojizo en la parte superior, volviéndose más pálido hacia los lados y las mejillas, y más oscuro en la grupa y la cara. Las partes inferiores son de color blanco amarillento. El pelaje es más corto, brillante y más intenso en color que en la rata arrocera de pantano. El hocico termina bruscamente y los ojos moderadamente grandes muestran un brillo rojo. Las pequeñas orejas son de color negro en el exterior y el interior está cubierto de pelaje corto gris amarillento o rojizo. La larga cola es de color marrón oscuro por encima y blanco a marrón claro por debajo. Las patas son largas y robustas. Las patas delanteras cuentan con mechones ungueales (mechones de pelo en los dígitos). Muchas de las almohadillas de las patas traseras están reducidas, como los son también los mechones ungueales; pequeñas membranas interdigitales puede estar presente en al menos algunos especímenes. Algunas de estas características son adaptaciones comunes a la vida acuática en los oryzomyines. Al igual que la mayoría de los demás oryzomyines, las hembras tienen ocho mamas. La longitud del cuerpo con cabeza es de 98 a 142 mm, longitud de la cola es 107-152 mm, longitud del retropié es 27 a 33 mm, longitud de la oreja es de 13 a 18 mm, y la masa corporal es 43-82 gramos. Tras investigaciones realizadas en Texas y El Salvador se descubrió que los machos son ligeramente más grandes que las hembras.
El estómago tiene el patrón característico de sigmodontinos (unilocular-hemiglandular): no se divide en dos cámaras por una incisura angularis y la parte frontal (antro) está cubierta por un epitelio glandular. La vesícula es ausente, una sinapomorfía (característica derivada compartida) de Oryzomyini. El cariotipo incluye 56 cromosomas y un número fundamental de 56 brazos autosómicos (2n = 56, FNa = 56). Los autosomas incluyen 26 pares de cromosomas acrocéntricos, con un brazo largo y un brazo muy corto, y un par submetacéntrico de tamaño mediano, con un brazo más corto que el otro.  El cromosoma X es sea acrocéntrico, con un brazo largo y uno más corto, o subtelocéntrico, con un brazo largo y un brazo vestigial. Se utilizó la forma de los cromosomas sexuales para distinguir la rata arrocera de pantano de Oryzomys couesi, pero no existen diferencias consistentes entre los dos.
Oryzomys couesi tiene un pene complejo, un rasgo característico de Sigmodontinae, con el baculum (hueso del pene) terminando en tres dígitos cartilaginosos en la punta. La mayor parte de la superficie exterior del pene es cubierta por pequeñas espinas, pero hay también una banda ancha de tejido no espinoso. La papila (proyección semejante a un pezón) en el lado dorsal (superior) del pene está cubierta de pequeñas espinas, una característica que Oryzomys couesi solo comparte con Oligoryzomys y la rata arrocera de pantano entre los oryzomyines examinados. En el proceso uretral, que se encuentra en el cráter en el extremo del pene, está presente un proceso carnoso (el lóbulo subapical); está ausente en todos los demás oryzomyines cuyos penes fueron examinados, excepto la rata arrocera de pantano y Holochilus brasiliensis.

### Cráneo
El hueso nasal y premaxilar no se remontan más allá del punto de convergencia de los huesos lagrimal, frontal y maxilares. La placa cigomática, la parte frontal aplanada del arco cigomático, es ancha y desarrolla una ranura en su extremo delantero. La margen posterior de la placa se encuentra antes del primer molar superior. El hueso yugal, una parte del arco cigomático, es reducida, como es habitual en los oryzomyines. El agujero esfenopalatino –un foramen (apertura) en el cráneo por encima de los molares– es pequeño; es mucho más largo en la rata arrocera de pantano. La parte más estrecha de la región interorbital se encuentra en la parte frontal, y los bordes se alinean por estantes prominentes. los huesos parietales se extienden en los lados de la caja craneana. El hueso interparietal es estrecho y tiene la forma de una cuña, de modo que el hueso parietal y escamoso se unen ampliamente.
Los agujeros incisivos –las aberturas en la parte anterior del paladar– llegan hasta entre los molares. El paladar es largo y se extiende sustancialmente más allá del tercero molar, la condición normal en oryzomyines. La parte trasera, cerca de los terceros molares, es por lo general perforada por prominentes fosetas palatinas posterolaterales, que están empotradas en fosas (depresiones). Vacuidades esfenopalatinas suelen estar ausentes, bien que se han reportadas en algunas poblaciones. Está presente el puntal alisfenoides, una extensión del hueso alisfenoides que en algunos oryzomyines separan dos agujeros craneales. La condición de las arterias en la cabeza es un rasgo altamente derivado. La fenestra subescamosal, una abertura en la parte posterior del cráneo determinada por la forma del hueso escamoso, está presente. El escamoso carece de un proceso suspensivo que conecta con el tegmen timpánico, el techo de la cavidad timpánica, una característica distintiva de los oryzomyines. El hueso mastoides tiene algunas aberturas.
En la mandíbula inferior, el agujero mentoniano, una apertura justo antes del primer molar, se abre lateralmente, no hacia arriba como en algunos otros oryzomyines. La cresta masetérica superior e inferior, que anclan algunos de los músculos de masticación, se unen en un punto por debajo del primer molar y no se extienden hacia delante más allá de ese punto. El proceso capsular, una elevación del hueso de la parte posterior de la mandíbula donde se encuentra la parte trasera del incisivo, es grande.

### Dentición
La fórmula dentaria es {\displaystyle {\tfrac {1.0.0.3}{1.0.0.3}}\times 2=16} (un incisivo superior y un incisivo inferior, tres molares superiores y tres inferiores a cada lado de las mandíbulas), como es habitual en los roedores muroides. Los incisivos superiores son opistodontes, con el borde de mascar situado detrás del plano vertical de los dientes. Los molares son bunodontos —con las cúspides más altas que las crestas de conexión— y braquiodontos, cúspides bajas, como en la mayoría de los demás oryzomyines. Muchas crestas  accesorias, incluyendo el mesolofo en los molares superiores y el mesolófido en los molares inferiores, están presentes, siendo otro rasgo que O. couesi comparte con la mayoría de los demás oryzomyines. Los flexos y fléxidos (surcos entre las cúspides y las crestas) en el lado labial (exterior) de los molares están cerrados por cíngulos (crestas).
En el primero y segundo molar superior, los flexos no se extienden hasta la línea media de los molares. El anterocono, la cúspide frontal del primer molar superior, no está dividido en dos por una hendidura en su parte delantera (flexo anteromediano). Una cresta, el anterolofo, está presente detrás de la cúspula labial.  Como en la mayoría de oryzomyines, los molares superiores tienen una raíz en el lado interior (lingual) y dos en el lado exterior (labial); Además, el primer molar superior por lo general tiene otra pequeña raíz labial.
En el primer molar inferior, los conulos labiales y linguales del anterocónido, la cúspide delantera, están separadas por una fosétida anteromediana. El segundo molar inferior tiene una cresta, el anterolófido, antes de las dos cúspides, el protocónido y metacónido, que forman el borde frontal del molar en algunos otros oryzomyines. Hay una cresta distinta (cíngulo anterolabial) en el borde delantero exterior (anterolabial) del molar, antes del protocónido. El tercer molar inferior también tiene un anterolófido y un cíngulo anterolabial. El primer molar inferior tiene raíces grandes en la parte delantera y posterior del diente y dos raíces más pequeñas en el medio, en el lado labial y lingual. El segundo y tercero molar inferior tiene dos grandes raíces, una en la parte delantera y una en la parte posterior.

### Esqueleto postcraneal
Como es habitual en oryzomyines, O. couesi tiene doce costillas. La primera costilla articula tanto con la última vértebra cervical (cuello) como la primera vértebra torácica (en el pecho), una sinapomorfía de los Sigmodontinae. Anapófisis, los procesos en la parte posterior de una vértebra, están ausentes desde la quinta lumbar. Entre la segunda y la tercera vértebra caudal están presentes arcos hemales (huesos pequeños) con un borde posterior espinoso. El agujero entepicondilar está ausente, como es el caso en todos los miembros de la subfamilia Sigmodontinae; si está presente, como en algunos otros roedores, este foramen perfora el extremo del distal del húmero (hueso del brazo).

## Ecología y comportamiento

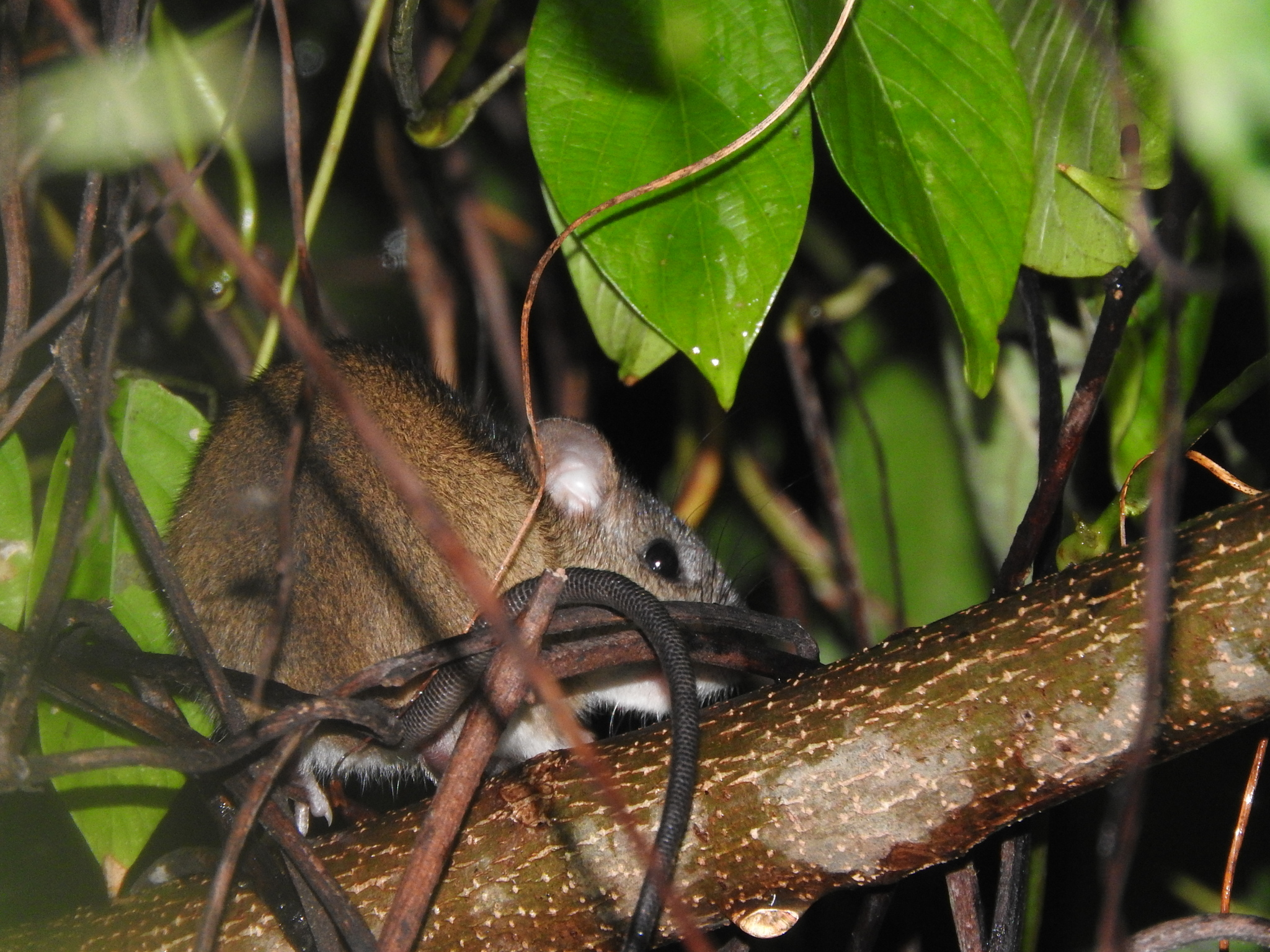
Oryzomys couesi. México.

El área de distribución de Oryzomys couesi se extiende desde el sur de Texas y el centro de Sonora, sin incluir la meseta central de México, hacia el sur por América Central hasta el noroeste de Colombia; consulte la sección «Taxonomía» para más detalles. Se hallaron restos de la especie que datan de finales del Pleistoceno en depósitos de cuevas en México y Honduras. Es una especie común en hábitats acuosos, tales como pantanos y arroyos pequeños, pero ocurre también en bosques y matorrales con suficiente cobertura. También habita plantaciones de caña de azúcar y de arroz. En Texas habita en la vegetación pantanosa a lo largo de lechos de ríos secos (cochas) y en Veracruz, incluso se ha encontrado entre los arbustos de la llanura costera seca. Su rango altitudinal se extiende del nivel del mar hasta 2300 m s. n. m.. En Cozumel, la proporción de juveniles y hembras es más alta cerca de los caminos que funcionan como bordes de hábitat. La ratas arroceras de Cozumel raramente cruzan los caminos, los cuales pueden aislar a las subpoblaciones de la isla.
Oryzomys couesi es una especie terrestre y semiacuática, que pasa mucho tiempo en el agua, como Alston ya reconoció en su descripción original, y es también un buen escalador. Un estudio realizado en Costa Rica encontró que O. couesi es un excelente nadador, y un buen zambullidor que utiliza su cola para propulsarse. Es probable que puede buscar alimentos bajo el agua, lo que puede ayudar a diferenciar su nicho del de la rata algodonera Sigmodon hirsutus, una especie ecológicamente similar que también es un buen nadador, pero no un zambullidor. Cuando es perturbado, O. couesi se lanzará al agua para alejarse nadando. Es principalmente activo durante la noche. Oryzomys couesi construye nidos esféricos de vegetación tejida suspendida entre los juncos, aproximadamente a un metro encima del agua o del suelo; en Texas las ratas mayores suelen construir nidos más grandes. No suele crear sus propias pistas en la vegetación, pero puede usar las de otros roedores, como las ratas algodoneras.
La densidad de las poblaciones varía entre 5 y 30 por hectárea. En Cozumel, la densidad es de alrededor de 14,5 a 16,5 por ha, pero muestra una gran variación estacional. En el oeste de México, un estudio registró densidades de 3 por ha en bosque nuboso y 1 por ha en un área perturbado. En Texas, los machos se trasladan sobre una distancia de hasta 153 m en 24 horas, y las hembras sobre una distancia de hasta 126 m. Se alimenta tanto de material vegetal, incluyendo semillas y las partes verdes de plantas, como de presas, incluyendo pequeños peces, crustáceos, caracoles, insectos tales como hormigas y escarabajos, y otros invertebrados. Se reproduce probablemente durante todo el año, y después de un periodo de gestación de 21 a 28 días, la hembra produce camadas de dos a siete crías, con una media de 3,8 de acuerdo con Mammals of Central America & Southeast Mexico de Reid. En una muestra de 28 hembras embarazadas en Nicaragua, el tamaño de la camada variaba de una a ocho crías, con un promedio de 4.4. Las crías alcanzan la edad reproductiva dentro de siete semanas, y tienen un corto ciclo de vida.
En Cozumel, O. couesi es una de las presas del Boa constrictor una especie introducida. En Veracruz se registraron varios  parásitos que afectan a O. ccouesi, incluyendo garrapatas no identificadas, ácaros, pulgas y larvas de moscas. La pulga Polygenis odiosus fue encontrada en un O. ccouesi de Cozumel. De los diez O. ccouesi estudiados en San Luis Potosí, cinco estaban infestados por los gusanos nematodos Hassalstrongylus musculi y H. bocqueti con cerca de 25 gusanos por rata, y dos estaban infectados por uno o dos cestodos del género Raillietina. Los ácaros Eubrachylaelaps circularis y Gigantolaelaps boneti fueron registrados en Oryzomys couesi en Oaxaca, el anopluro Hoplopleura oryzomydis en Nicaragua, los ácaros Laelaps oryzomydis, Echinonyssus microchelae, Ornithonyssus bacoti, Prolistrophorus frontalis, y Prolistrophorus bakeri en Colima, y el apicomplejo Eimeria couesii en México. La especie está infectada por dos hantavirus –el virus Catacamas en Honduras y el virus Playa de Oro en el oeste de México– que están relacionados con el virus Bayou que infecta a la rata arrocera de pantano, lo que forma una causa común de las infecciones en los seres humanos con hantavirus en los Estados Unidos. Sin embargo, las infecciones de hantavirus en los seres humanos no han sido vinculados a los hantaviruses llevados por O. couesi. O. couesi en Chiapas sobrevivieron fácilmente una infección experimental con varios arbovirus Encefalitis equina venezolana, lo que sugiere que la especie puede servir como un reservorio para este virus.

## Estado de conservación
La UICN clasificó a Oryzomys couesi como una especie común de «preocupación menor», ya que está ampliamente distribuida, tiene una amplia tolerancia de hábitat, y ocurre en muchas áreas protegidas. Aunque la destrucción de hábitat, como el drenaje de humedales, puede amenazar a algunas de las poblaciones, en muchas zonas es una especie tan común que se considera una plaga. Poblaciones incluso persisten en el Valle de México, una zona urbanizada, como lo demuestra una fotografía publicada en 2006. Sin embargo, es considerada una especie amenazada en Texas, donde su distribución es muy limitada debido a la pérdida de hábitat. En 1979, Benson y Gehlbach estimaron el tamaño de la población de Texas en aproximadamente 15.000. Un estudio de 2001 predijo que el cambio climático conduciría a la extinción de la población tejana de O. couesi, por la desaparición de hábitats apropiados. La población de Cozumel ha disminuido sustancialmente desde mediados de la década de 1980, posiblemente como resultado de la perturbación del hábitat y la depredación por especies introducidas.